# Auguste Denis Fougeroux de Bondaroy
Auguste Denis Fougeroux de Bondaroy (* 10. Oktober 1732 in Paris; † 28. Dezember 1789 ebenda) war ein französischer Botaniker. Er war ein Neffe des Botanikers und Ingenieurs Henri Louis Duhamel du Monceau (1700–1782). Sein offizielles botanisches Autorenkürzel lautet „Foug.“.

## Werke
- Art de Tirer des Carrières la Pierre d’Ardoise, de la Fendre et de la Tailler. 1762
- Mémoire sur la formation des os. 1763
- Art du Tonnelier. 1763
- Observations faites sur les côtes de Normandie. 1773 (zusammen mit Tillet)

## Auszeichnungen und Ehrungen
Seit 1758 gehörte er der Académie des sciences in Paris an. 1783 wurde er zum Fellow der Royal Society of Edinburgh gewählt. Nach ihm benannt sind die Pflanzengattungen Fougeria Moench und Fougerouxia Cass. aus der Familie der Korbblütler (Asteraceae).